# Ditmir Bushati
Ditmir Bushati (Escodra, Albânia, 24 de março de 1977) é um político albanês, que serviu para o Governo albanês, como Ministro dos Negócios Estrangeiros, a partir de 2013. Anteriormente, ele dirigiu a Comissão Parlamentar sobre assuntos da União Europeia.

## Os primórdios da vida e da educação
Bushati nasceu em Escodra, no dia 24 de março de 1977. Ele é casado com a Sra. Aida Bushati (Gugu) com a qual têm dois filhos, Hera e Martin. Bushati licenciou-se com medalha de ouro na Faculdade de Direito da Universidade de Tirana em 1999. Ele fez os estudos de mestrado em Direito Internacional Público (LL.M.) pela Universidade de Leiden, Países Baixos, em 2001.
Durante os estudos universitários, ele foi beneficiado com vários programas de bolsas de estudo e pesquisa como TEMPUS, NUFFIC, Victor Folsom, Kokkalis, TMC Asser. Ele foi um pesquisador do Direito Internacional Público no Instituto TMC Asser, em Haia, Paises Baixos em 2013 e pesquisador de Assuntos Europeus da Universidade de Atenas, Grécia no ano de 2000. Ele tem conduzido uma série de especializações para assuntos internacionais em diversas instituições de prestígio como a Universidade de Harvard e a Academia de Direito Internacional de Dallas nos EUA e a Universidade Åbo Akademi, na Finlândia.

## Carreiras na Sociedade Civil
Antes de envolvimento na política, Bushati era um activista da sociedade civil. Ele liderou o Movimento Europeu na Albânia.
Bushati é membro do ECFR (Conselho Europeu de Relações Exteriores). Ele também atuou como analista de "Freedom House" (2007- 2008) para relatar "Unidas em Trânsito" (Unidas em trânsito); repórter nacional para a Sociedade Europeia de Direito Internacional (ESIL); Coordenador nacional para a Fundação Open Society (OSF) para monitorar o progresso do processo de integração europeia da Albânia (2006-2008). Ele atuou como consultor em vários projectos da União Europeia, Banco Mundial, USAID, GIZ, OSI, Fundação Friedrich Ebert, a OIM, a SNV.

## As negociações para o Acordo de Estabilização e de Associação e outros papéis
Bushati tem servido no Ministério da Integração Europeia como Diretor de Aproximação Jurídica, sendo também parte do equipe de negociação do Acordo de Estabilização e Associação (AEA); Vice-Conselheiro para os Assuntos Europeus; consultor jurídico do Tribunal Constitucional; do Gabinete do Presidente da República da Albânia; e do Tribunal Penal Internacional para a ex-Jugoslávia, em Haia, Holanda.

## Carreira política
Ele foi eleito MP na região de Tirana em 2009 e reeleito novamente na mesma rodada nas eleições parlamentares em 23 junho 2013.
Bushati tem servido como presidente da Comissão Parlamentar para a Integração Europeia (2011-2013) e membro da Comissão Parlamentar Junta UE-Albânia (2009-2013). A partir de 2011, ele foi eleito membro da Presidência do Partido Socialista da Albânia.

## Como Ministro dos Negócios Estrangeiros
Bushati, assumiu o Ministério dos Negócios Estrangeiros, em 15 de setembro de 2015. Em dois anos como ministro, ele assinou 29 acordos, acolheu os homólogos na Albânia e visitou eles e os seus chefes de Estado nos seus países por 108 vezes em reuniões bilaterais, também realizou 15 reuniões com os albaneses no mundo, e participou em fóruns multilaterais com diferentes temas de importância para o país.
Nesse dois anos iniciou reuniões trilaterais, como aquela com a Itália e a Sérvia, bem como o renascimento de Parcerias Estratégicas, com a Grécia e a Turquia, e a assinatura do Acordo de Parceria Estratégica entre a Albânia e os Estados Unidos #ALB-EUA.

## A vida acadêmica
Bushati é professor de Direito Europeu e do processo de alargamento das diferentes instituições e pesquisas universitárias na Albânia e Kosovo.
Ele publicou trabalhos e artigos científicos em áreas relacionadas com o processo de alargamento da União Europeia, Direito Internacional Público e Direito Europeu.
Além disso, ele fala inglês e italiano e conhece a idioma francêsa.

## Project Syndicate

### O catalisador da segurança europeia
http://www.project-syndicate.org/commentary/ditmir-bushati-advocates-further-institutionalization-of-nato-s-relationships-in-eastern-europe

## ECFR

### Nó Energia-Segurança no Sudeste da Europa
http://www.ecfr.eu/article/commentary_the_energy_security_nexus_in_south_east_eu rope3090

### Albânia promodora dos direitos humanes
https://web.archive.org/web/20151007160239/http://www.punetejashtme.gov.al/al/zyra-e-shtypit/op-ed/shqiperia-promovuese-e-te-drejtave-te-njeriut

### Parceria Estratégica, um model para a cooperação regional
https://web.archive.org/web/20151007162227/http://www.punetejashtme.gov.al/al/zyra-e-shtypit/op-ed/partneriteti-strategjik-nje-model-per-bashkepunim-rajonal1402050194